# Майнцский университет
Майнцский университет имени Иоганна Гутенберга (нем. Johannes Gutenberg-Universität Mainz, сокр. JGU) — университет в Майнце, земля Рейнланд-Пфальц, в Германии.

## Общие сведения
Майнцский университет входит в десятку крупнейших высших учебных заведений Германии. В зимний семестр 2010/2011 (WS 2010/2011) здесь, в 150 различных институтах и в клиниках медицинского отделения, обучается 35000 студентов. После структурной университетской реформы, проведённой в 2010 году, университет разделён на 10 отделений. Это:
- католическая теология и лютеранская теология
- социология, пресса и спорт
- экономика и право
- медицина
- философия и филология
- лингвистика и культурология
- всеобщая история и история культуры
- физика, математика и информатика
- химия, фармакология и географические дисциплины (геология, геофизика, океанология и др.)
- биология

Кроме этого, в состав университета с 2010 года включены майнцкие Высшая школа музыки и Высшая школа искусств. Университет Гутенберга является одним из немногих кампус-университетов Германии, практические все его корпуса расположены в юго-западной части города. Исключение составляют лишь университетская клиника и, с 1973 года — отделение лингвистики и культурологии. Также за пределами кампуса находятся некоторые небольшие институты и отделения: например, семинар журналистики — в старом здании Университета близ Городского театра, институт ранней и древней истории с библиотекой — на площади Шиллер-плац. На территории кампуса, с другой стороны, находятся ускоритель электронов (каскад микротронов MAMI) на энергию до 1.6 ГэВ, и исследовательский реактор TRIGA, ботанический сад и спортивный комплекс, включающий также стадион и закрытый бассейн. Майнцский университет — единственный в Германии, где одновременно имеются Высшие школы музыки и искусств — и отделение спорта.
На 2007 год университет Иоганна Гутенберга занимает в Германии I место по обмену студентами с зарубежными высшими учебными заведениями. Он также на I месте по проценту обучающихся иностранных студентов (15 % от общего числа учащихся). Обучение — бесплатное. Студенты платят лишь семестровый взнос в размере 308 евро, состоянием на летний семестр 2018 года. (Эти деньги идут на содержание библиотек, спортзалов, студенческих профсоюзов и на проездной билет). За каждый «продлённый» сверх положенного срока обучения семестр взимается 650 евро.

## История

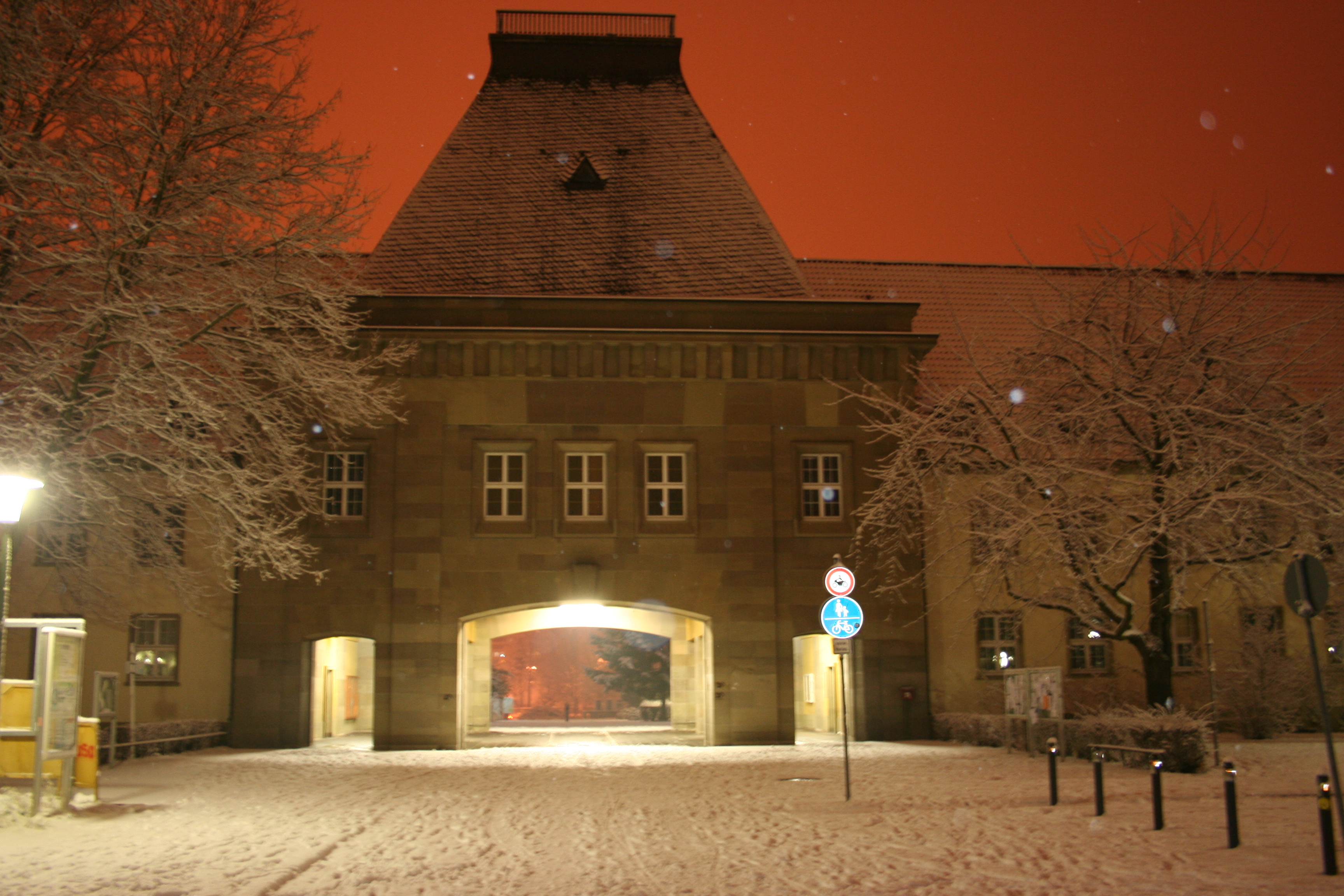

Майнцский университет был основан в 1477 году по инициативе майнцского архиепископа, курфюрста и имперского канцлера Адольфа II Нассауского, добившегося в 1476 году разрешения для этого от римского папы Сикста IV, и при правившем после Адольфа архиепископе Дитере фон Изенбурге. В 1792 году, после разгрома прусскими войсками Майнцской республики, университетская жизнь постепенно замирает. После занятия Майнца французами в 1798 году университет окончательно прекращает своё существование. Лишь на медицинском факультете обучение продолжалось до 1823 года.
Возрождение университета наступило после окончания Второй мировой войны, в 1946 году, при поддержке французских оккупационных властей. Как первый университетский корпус служила бывшая казарма германских ВВС (люфтваффе), построенная в 1938 году. В 1972 году, на фоне прокатившихся по Западной Европе студенческих выступлений, административная структура Майнцского университета была изменена. Вместо привычных факультетов вводятся отделения «по предметам». Новые преобразования такого рода последовали в 2005 и в 2010 годах.